# ギリギリガガンガン
「ギリギリガガンガン」は、日本のロックバンド、ザ・クロマニヨンズの3枚目のシングルである。
2007年8月15日、自身のレーベルHAPPY SONG RECORDSからリリースされた。

## 解説
2007年公開の映画『ワルボロ』の主題歌。
真島がTHE HIGH-LOWS時代の2005年、ファンクラブの会報誌に今年の一冊として小説『ワルボロ』を選出した。それを知っていた原作者のゲッツ板谷が映画化の際、『ワルボロ』のイメージにはクロマニヨンズしか考えられないと映画制作スタッフとも意見が一致し、主題歌を依頼して制作された。
ジャケットのイラストは西原理恵子。
初回生産限定盤にはザ・クロマニヨンズのライブ映像を含む「cro-magnons TV2」が収録されたDVDが付いている。

## 収録曲
1. ギリギリガガンガン
（作詞・作曲:真島昌利）
PVは2種類存在する。
2. マナティ 
（作詞・作曲:甲本ヒロト）
マナティという、浅い海や川に生息している動物をモチーフとした曲。
3. 笹塚夜定食
（作詞・作曲:真島昌利）
笹塚にはかつて、甲本と真島がブルーハーツ結成前に友人らと共に廃屋を借りて住んでいた。

## 参加アーティスト
- 甲本ヒロト
- 真島昌利
- 小林勝
- 桐田勝治